# Antoine D'Agata
Antoine d'Agata (pronunciación en francés: /dagata/ es un fotógrafo francés y director de cine nacido en Marsella en 1961.

## Biografía
D'Agata dejó Francia en 1983 para empezar una serie de viajes. Estudió fotografía en el Centro Internacional de Fotografía de Nueva York en 1990, bajo el tutelaje de Larry Clark y Nan Goldin.
El trabajo de D'Agata' trata sobre adicción, sexo, obsesiones personales, oscuridad, prostitución, y otros temas ampliamente considerados tabú.
En 2001 D'Agata ganó el Premio Niépce para fotógrafos jóvenes.
D'Agata es miembro de Magnum Fotos desde entonces 2008. Ha publicado más de una docena de libros y tres películas.
En 2009 Tommaso Lusena y Giuseppe Schillaci realizaron una película documental sobre D'Agata llamada "La Habitación camboyana: Situaciones con Antoine D'Agata".

## Obra

### Algunas publicaciones
- Mala Noche. Francia: En Vue, 1998.
- De Mala Muerte. París: Le Punto du Jour Editeur, 1998.
- Hometown. París: Le Punto du Jour Editeur, 2001.
- Antoine d'Agata. España: Centro de Estudios Fotográficos, 2001.
- Insomnia. Marseille:Images en Manoeuvre Editions, 2003.
- Vórtice. Francia: Éditions Atlantica, 2003.
- La Ville sans Nom. París: Le Punto du Jour Editeur, 2004.
- Estigma. Francia: Images en Manoeuvre, 2004.
- Manifeste. París:  Le Point du Jour Editeur, 2005.
- Psychogéographie. París:Le Point du Jour Editeur, 2005.
- Anticorps. Madrid: Xavier Barral; París: Le Bal, 2013. ISBN 9782365110037 Catálogo para exposición retrospectiva en Le Bal en París. Texto en francés.
- Antibodies (Anticuerpos). EE. UU./de Reino Unido: Prestel, 2014.
- Fukushima. Tokio: Super Labo, 2015. Texto en inglés y en japonés. Edición de 500 copias.
- AiTHO. Roquevaire, France: Andre Frere, 2015. Texto en francés. Edición de 300 copias.
- Index. Roquevaire, France: Andre Frere, 2015. ISBN 979-10-92265-25-5
- Lilith. 64P series. Madrid: La Fábrica, 2017. ISBN 9788417048044. Texto en castellano y en inglés.
- Self-Portraits: 1987–2017. Tokio: Super Labo, 2017. Edición de 1000 copias.

### Exposiciones
- 2004: 1001 Nuits. París.
- 2013: Antoine D'Agata: Anticorps, Fotomuseum Den Haag, 26 de mayo – 2 de septiembre de 2012;Le Bal, París, 24 de enero – 14 de abril de 2013; Spazio Forma, Milán, 27 de junio – 1 de septiembre de 2013;
- 2017: Corpus. Círculo de Bellas Artes de Madrid, 30.5.2017 al 24.09.2017, dentro del festival PHotoEspaña.[5]

### Películas
- 2004: Le Ventre du Monde (El vientre del Mundo)
- 2005: El cielo del muerto (documental corto)
- 2008: Aka Ana
- 2012: Atlas
- 2018: White Noise

## Premios
- 1999: Forscher Fellowship Award, New York, EE. UU.
- 1999: Bourse Villa Médicis, Hors les murs, Francia
- 1999: Primer Premio, Festival des Jeunes Créateurs, París, Francia
- 2001: Prix Niepce, Francia
- 2004: The Higashikawa Overseas Prize, Japón
- 2013: Rencontres d'Arles Premio Libro de Autor para Anticorps (2013).